# Ferrovia Liverpool-Manchester
La ferrovia Liverpool-Manchester è una linea ferroviaria che unisce le città britanniche di Liverpool e Manchester, famosa per essere considerata la prima ferrovia al mondo a collegare due città.
Essa fu pensata inizialmente per il solo trasporto delle merci dal porto di Liverpool (il più grande porto marittimo delle isole britanniche) a Manchester, e più in generale, all'intero comprensorio dell'Inghilterra nord-occidentale; tuttavia il suo successo fu talmente rapido che dopo solo un anno dalla sua apertura il volume del traffico passeggeri aveva superato quello del traffico merci.

## Storia

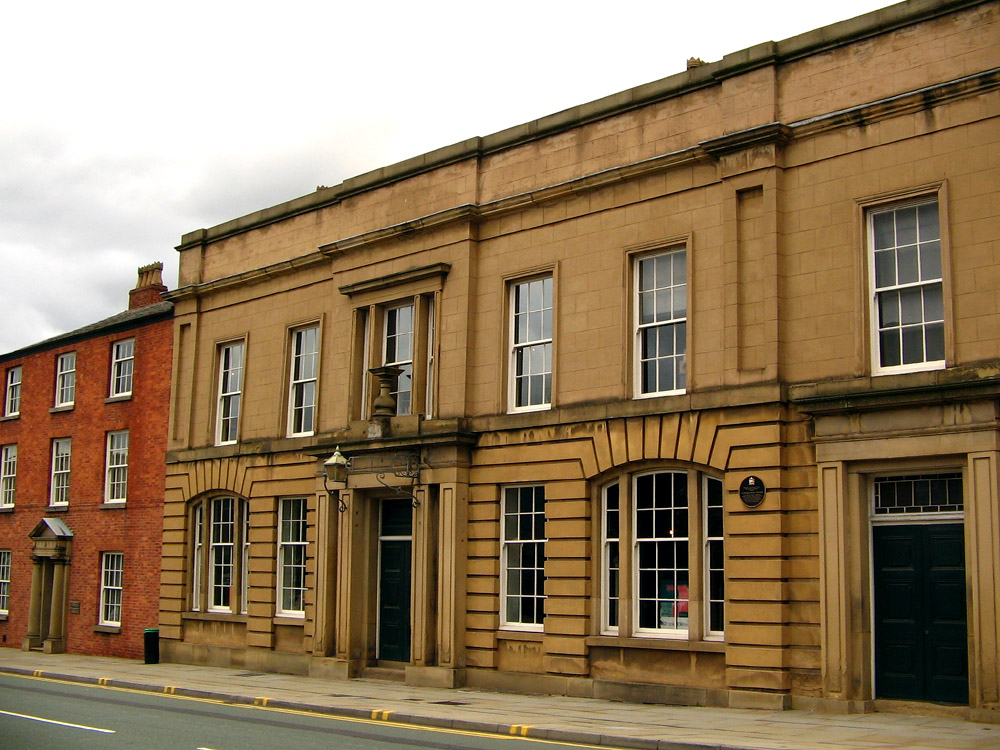
La stazione originale di Manchester

La Compagnia Ferroviaria Liverpool-Manchester (L&M Railway) fu fondata il 24 maggio 1823 da Henry Booth, che ne divenne segretario e tesoriere, insieme a molti commercianti delle principali città interessate. Un disegno di legge per la costruzione della ferrovia fu inizialmente respinto dal Parlamento di Londra ma, ripresentato dopo alcune modifiche al progetto, fu definitivamente approvato nel 1825.
Fu incaricato della costruzione l'ingegner George Stephenson, il quale era inoltre ideatore della locomotiva Rocket, la prima a percorrerne i binari. La posa del percorso tra i due capolinea richiese un notevole sforzo ingegneristico per l'epoca, essendosi reso necessario lo scavo di circa 4 km in galleria e la costruzione di 64 tra ponti e viadotti, tutti in muratura, ad eccezione del ponte Water Street nei pressi di Manchester, che fu il primo ponte ferroviario a travate metalliche.
La ferrovia fu progettata e costruita direttamente a doppio binario, in quanto già si prevedeva il notevole flusso di traffico che vi si sarebbe riversato. Inizialmente fu armata con rotaie da 4,6 metri di lunghezza, pesanti appena 17,3 kg al metro.
Ecco alcune caratteristiche dell'armamento riportate nel 1836:
(Luke Herbert)

Dipinto dell'inaugurazione della linea

Il viaggio inaugurale si svolse il 15 settembre 1830 fra la stazione di Liverpool Road a Manchester (ora parte del Museo della Scienza e dell'Industria) e quella di Hedge Hill a Liverpool. Proprio durante uno dei primissimi viaggi, però, si verificò il primo incidente mortale della storia ferroviaria: un noto parlamentare di Liverpool, William Huskisson, trovandosi in mezzo ai binari, sottovalutò la velocità di avvicinamento della locomotiva Rocket e ne fu travolto. L'incidente fece da incentivo per la messa a punto dei primi sistemi di sicurezza, dapprima rudimentali, come le campanelle di cui vennero dotate le locomotive (il cui suono fu quasi subito sostituito da quello del classico fischio), poi man mano più sofisticati, fino ad arrivare ad un sistema a palette multicolore antenato del moderno semaforo.
La ferrovia ebbe subito un enorme successo riducendo il tempo di percorrenza tra le due città a poco più di due ore rispetto alle 6-8 ore necessarie sul percorso stradale; la locomotiva Rocket, infatti, teneva una velocità media di 27 km/h con punte massime di 46 km/h.
Ben presto altri tronchi ferroviari furono allacciati alla Liverpool-Manchester ed intorno a questi si sviluppò, nel giro di pochi anni, la rete ferroviaria britannica.
Oggi la linea progettata e costruita nel 1830 unisce ancora le due città con pochissime variazioni di tracciato, sebbene come linea secondaria percorsa perlopiù da treni regionali.

## Caratteristiche
| Head station |

| Unknown route-map component "tSTRa" |

| Unknown route-map component "tSTR" | Unknown route-map component "exKBHFa" |  |  |

| Unknown route-map component "tSTRe" | Unknown route-map component "exTUNNEL1" |  |  |

| Unknown route-map component "BS2l" | Unknown route-map component "eBS2r" |  |  |

|  | Station on track |

| Unknown route-map component "CONTgq" | Unknown route-map component "ABZgr" |  |  |  |

|  | Unknown route-map component "ABZg2" | Unknown route-map component "STRc3" |  |  |

|  | + Stop on track + Unknown route-map component "STRc1" + Unknown route-map component "STRc2" | + Unknown route-map component "ABZl+34" | + Unknown route-map component "CONTfq" |  |

|  | Unknown route-map component "ABZg+1" | Unknown route-map component "STRc4" |  |  |

|  | Unknown route-map component "CSTRae" |

|  | Stop on track |

|  | Stop on track |

|  | Stop on track |

|  | Unknown route-map component "ABZgl" | Unknown route-map component "CONTfq" |  |  |

|  | Unknown route-map component "eHST" |

|  | Stop on track |

|  | Stop on track |

|  | Stop on track |

| Unknown route-map component "exCONTgq" | Unknown route-map component "eKRZoxl" | Unknown route-map component "exCONTfq" |  |  |

|  | Station on track |

|  | Unknown route-map component "eHST" |

| Unknown route-map component "STRc2" | + Unknown route-map component "ABZg3" + Unknown route-map component "lHST" + Unknown route-map component "HUBa" |  |  |  |

| Unknown route-map component "CONTgq" | + Unknown route-map component "ABZr+12" + Unknown route-map component "STR+r" | + Straight track + Unknown route-map component "STRc4" + Unknown route-map component "STRc3" + Unknown route-map component "HUB" |  |  |  |  |

| + Unknown route-map component "LSTR" + Unknown route-map component "STRc1" | + Unknown route-map component "ABZg+4" + Unknown route-map component "lvHST@G-" + Unknown route-map component "HUBe" |  |  |  |

| Unknown route-map component "LSTR" | Stop on track |  |  |  |

| Unknown route-map component "LSTR2" | + Unknown route-map component "LSTR" + Unknown route-map component "STRc3" |  |  |  |

| Unknown route-map component "STRc1" | Unknown route-map component "KRZ2+4o" | Unknown route-map component "STRc3" |  |  |

|  | + Junction both to and from left + Unknown route-map component "STRc1" | + Unknown route-map component "ABZq+4" | + Unknown route-map component "CONTfq" |  |

| Unknown route-map component "exCONTgq" | Unknown route-map component "eKRZo" | Unknown route-map component "exCONTfq" |  |  |

|  | Unknown route-map component "eHST" |

|  | Unknown route-map component "eABZgl" | Unknown route-map component "exCONTfq" |  |  |

|  | Unknown route-map component "eHST" |

|  | Unknown route-map component "eHST" |

|  | Unknown route-map component "eHST" |

|  | Station on track |

|  | Unknown route-map component "eABZgl" | Unknown route-map component "exCONTfq" |  |  |

|  | Unknown route-map component "eABZg+l" | Unknown route-map component "exCONTfq" |  |  |

|  | Station on track |

|  | Unknown route-map component "eHST" |

|  | Unknown route-map component "eHST" |

|  | Unknown route-map component "eHST" |

|  | Unknown route-map component "ABZg+l" | Unknown route-map component "ABZq+l" | Unknown route-map component "CONTfq" |  |

| Unknown route-map component "STRc2" | Unknown route-map component "WYE3+fg" | Unknown route-map component "LSTR" |  |  |

| Unknown route-map component "CONT1" | + Straight track + Unknown route-map component "STRc4" + Unknown route-map component "LSHI2c2" | + Unknown route-map component "LSHI2r" |  |  |

| Unknown route-map component "d" + Unknown route-map component "veBHF-BHF" |

| Unknown route-map component "d" | Unknown route-map component "evÜSTl" |  |  |

| Unknown route-map component "d" | Unknown route-map component "exdKBHFe-L" | Unknown route-map component "edBHF-R" |  |  |

|  | Station on track |

|  | Continuation forward |